# 선의 (전한)
선의(宣義, ? ~ 기원전 190년)는 전한 초기의 관료이다. 개국공신 서열 112위로 토군후(土軍侯)에 봉해졌다.

## 행적
고제 6년(기원전 201년)에 중지수가 되었고, 이후 정위가 되어 진희를 쳐 토군후에 봉해지고 식읍 1,200호를 받았다. 훗날 연나라 승상이 되었다. 혜제 5년(기원전 190년)에 죽으니 시호를 무(武)라 하였고, 아들 선막여가 작위를 이었다.
한서 백관공경표에는 선의가 혜제 6년(기원전 189년)에 다시 정위에 임명된 것으로 기록되어 있는데, 선의는 이미 죽었을 때로, 표의 기록이 잘못된 것으로 여겨진다.

## 출전
- 사마천, 《사기》 권18 고조공신후자연표
- 반고, 《한서》 권19하 백관공경표 下